# Mesosa kojimai
Mesosa kojimai är en skalbaggsart som först beskrevs av Hayashi 1974.  Mesosa kojimai ingår i släktet Mesosa och familjen långhorningar. Inga underarter finns listade i Catalogue of Life.